# Polyommatus vidrasana
Polyommatus vidrasana är en fjärilsart som beskrevs av Vicol 1977. Polyommatus vidrasana ingår i släktet Polyommatus och familjen juvelvingar. Inga underarter finns listade i Catalogue of Life.